# Урняк (Марий Эл)
Урняк — деревня в Волжском районе Республики Марий Эл, входит в состав Большепаратского сельского поселения.

## География
Расположена в 10 км по автодорогам к северо-западу от центра поселения — села Новые Параты, в 37 км по автодорогам к северо-востоку от Волжска. Деревня окружена лесом, через который идет грунтовая дорога к деревне Карай. С севера и запада деревню окружают поля.

## История
Деревня образована в глухом лесу примерно в 1920-е годы. Одним из первых жителей был Зайнулла Хакимуллин из татарской деревни Уразла. В переводе с татарского «урняк» означает «бери пример». В деревню стали переселяться татары и из других деревень.
В 1934 году была организована сельскохозяйственная артель «Урняк», председателем которой стал Зайнулла Хакимуллин. В 1940 году в состав колхоза «Урняк» входили 17 дворов, 93 человека, большинство — татары. Имелись конюшня, телятник, овчарня, 2 зернохранилища, картофелехранилище, а также 7 пчелосемей.
В 1939 году в деревне Нагоринского сельсовета Сотнурского района работала начальная школа — один преподаватель обучал 11 учащихся. Обучение велось на татарском языке.
К 1950 году в колхозе увеличилось поголовье скота. Появились овощехранилище, 2 овина, крытый ток.
В 1980 году в деревне Урняк Большепаратского сельсовета Волжского района находились 11 хозяйств, проживали 14 мужчин, 20 женщин, в большинстве татары. Деревня входила в состав совхоза «Восток» (центральная усадьба — село Новые Параты). В деревне были электричество, телефон, радио. Жители пользовались колодезной водой. Магазина не было.
В 1990-х годах деревообрабатывающий комбинат «Заря» держал пасеку и обрабатывал пахотные земли вокруг деревни.
В 2002 году в деревне по данным текущего учёта насчитывалось 7 дворов, 14 домов, 9 жителей (все — пенсионеры). По данным переписи — 5 человек (татары — 80 %).
В 2010 году — 0 человек.

## Население
| 2002 | 2010 |
| ---- | ---- |
| 5    | ↘0   |